# 静岡県立浜名特別支援学校
静岡県立浜名特別支援学校（しずおかけんりつ はまなとくべつしえんがっこう）は、静岡県湖西市新居町浜名にある県立知的障害・肢体不自由特別支援学校。

## 所在地
- 静岡県湖西市新居町浜名1855-71

## 設置学部
- 小学部
- 中学部
- 高等部

## 沿革
- 2008年4月 - 学校名を「静岡県立浜名養護学校」から変更